# Вікове дерево груші
Вікове дерево груші — ботанічна пам’ятка природи місцевого значення у Святошинському районі міста Київ.

## Історія створення
Пам’ятка природи була оголошена рішенням Київської міської державної адміністрації від 15 січня 1999 року №57.

## Опис
Пам’ятка природи розташована на вул. Львівська, 74, поблизу транспортної розв’язки Житомирського моста. Землекористувачем є КО "КИЇВЗЕЛЕНБУД".
Об’єкт являє собою екземпляр дикої груші звичайної (Pyrus communis) віком 150—200 років. За різними оцінками, висота дерева становить від 13 до 15 метрів, обхват стовбура на висоті 1,3 м — 280 см, а в комлевій частині — 290 см. Діаметр стовбура — 90 см.

## Догляд та охорона
У 2023 році на виконання рішення Київської міської ради №6461/6502 та розпорядження Київської міської військової адміністрації №597 було проведено заходи з лікування дерева та підтримання його стану:
- санітарна обрізка крони — видалення сухих, ушкоджених та перехресних гілок (до 15% від загального об'єму);
- вкорочення частини гілок для зменшення вітрового навантаження та покращення освітлення;
- коригування зрізів гілок, що були проведені раніше;
- мульчування ґрунту прілою деревною щепою;
- обробка дупел (зачистка, обробка фунгіцидами, закриття сіткою).

## Галерея

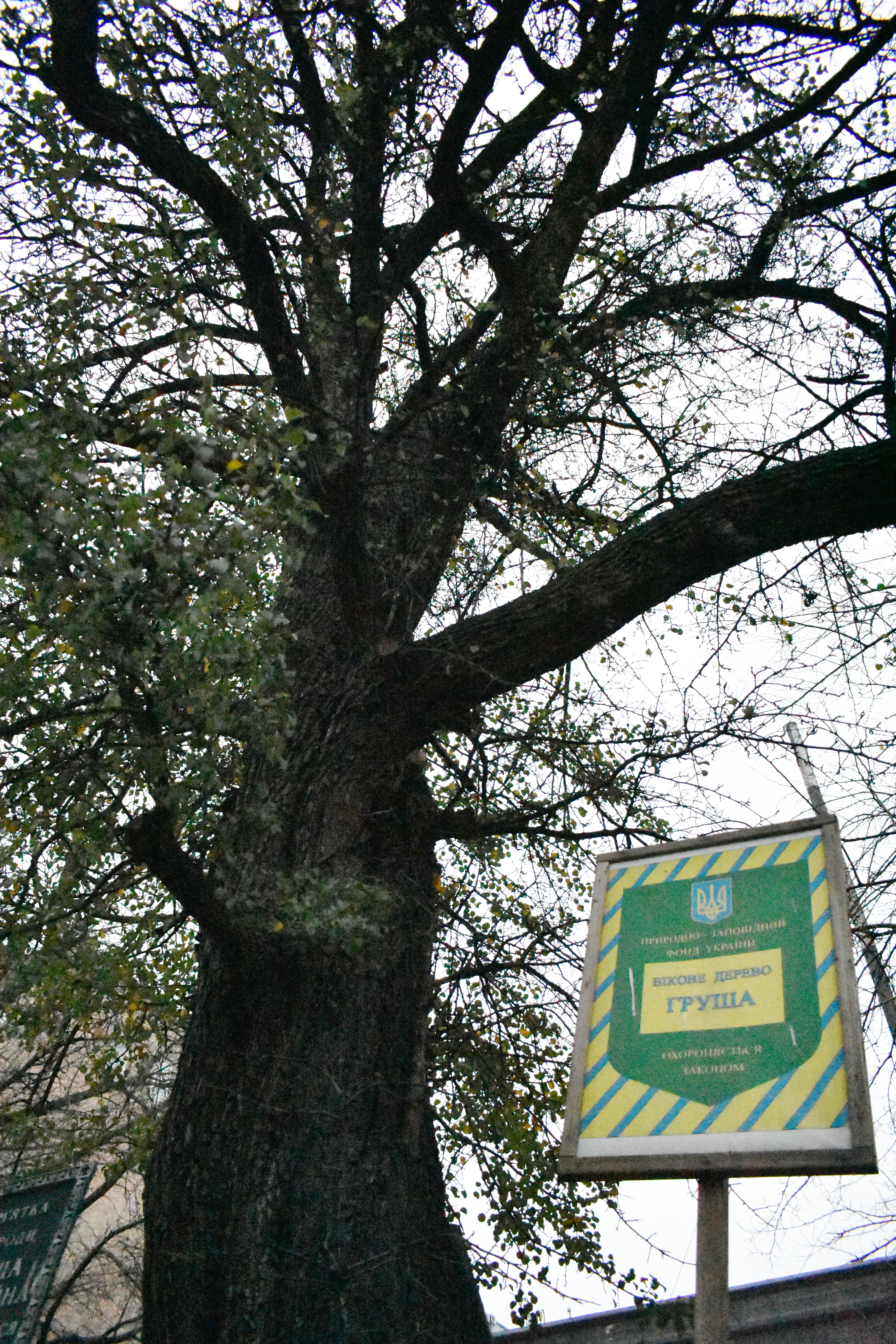
Вікове дерево груши